# Вељка Ломњица
Вељка Ломњица (слч. Veľká Lomnica) насељено је мјесто са административним статусом сеоске општине (слч. obec) у округу Кежмарок, у Прешовском крају, Словачка Република.

## Становништво
| Година:    | 1994. | 2004.    | 2014.    | 2024.    |
| ---------- | ----- | -------- | -------- | -------- |
| Број људи: | 3252  | 3760     | 4536     | 5529     |
| Разлика:   |       | +15,62 % | +20,63 % | +21,89 % |

| Година:    | 2023. | 2024.   |
| ---------- | ----- | ------- |
| Број људи: | 5380  | 5529    |
| Разлика:   |       | +2,76 % |

Према подацима о броју становника из 2011. године насеље је имало 4.289 становника.